# 皆瀬ダム

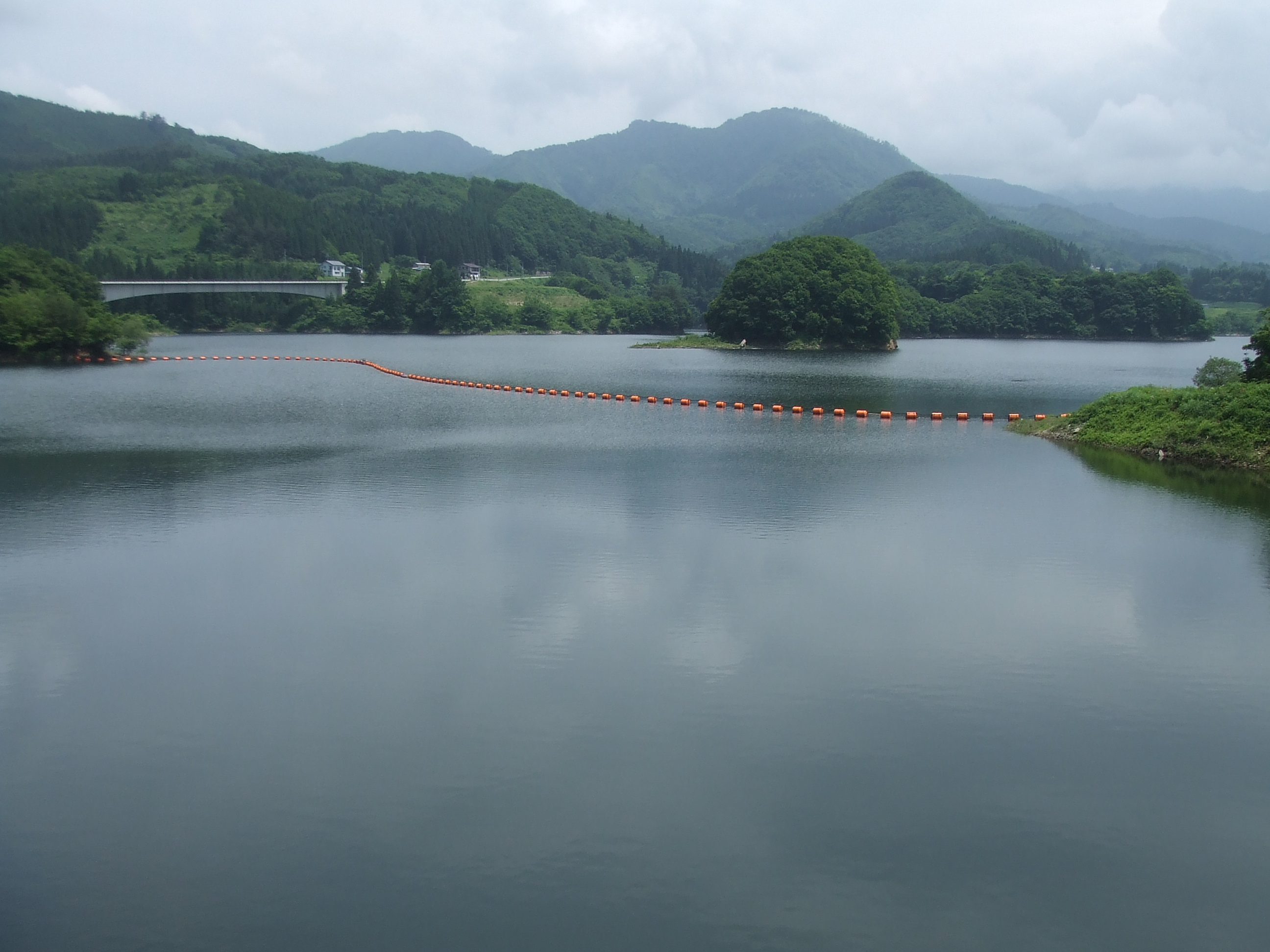
小安峡湖（2009年6月）

皆瀬ダム（みなせダム）は、秋田県 湯沢市皆瀬字小貝渕の皆瀬川に建設された洪水調節・灌漑・発電を目的とした多目的ダムである。ダム湖は小安峡湖（おやすきょうこ）と名付けられている。

## コンクリートフェイシングフィルダム
皆瀬ダムは日本国内のロックフィルダムとしては、岩手県の石淵ダム、群馬県の野反ダムに次いで3番目に造られたダムである。また、ロックフィルダムの中でも岩石を台形状に積み上げた堤体の上流面をコンクリートで固めて作るコンクリートフェイシングフィルダム（コンクリート表面遮水壁型ロックフィルダム）と呼ばれる方式に分類される。
この方式は、石淵ダムなど初期のロックフィルダムで採用されていたが、堤体の締め固めが充分でないと遮水壁となるコンクリートに陥没やひび割れが入る弱点があったため、しばらくは他の方式に取って代わられて同方式のダムは建設されていなかった。現在では堤体の締め固め技術が発達して問題も解決したため、岡山県の苫田鞍部ダムなどが同方式で建設されている。この年代のコンクリートフェイシングフィルダムは、日本では石淵ダムや野反ダムなど数基しかなく珍しいと言える。

## ギャラリー

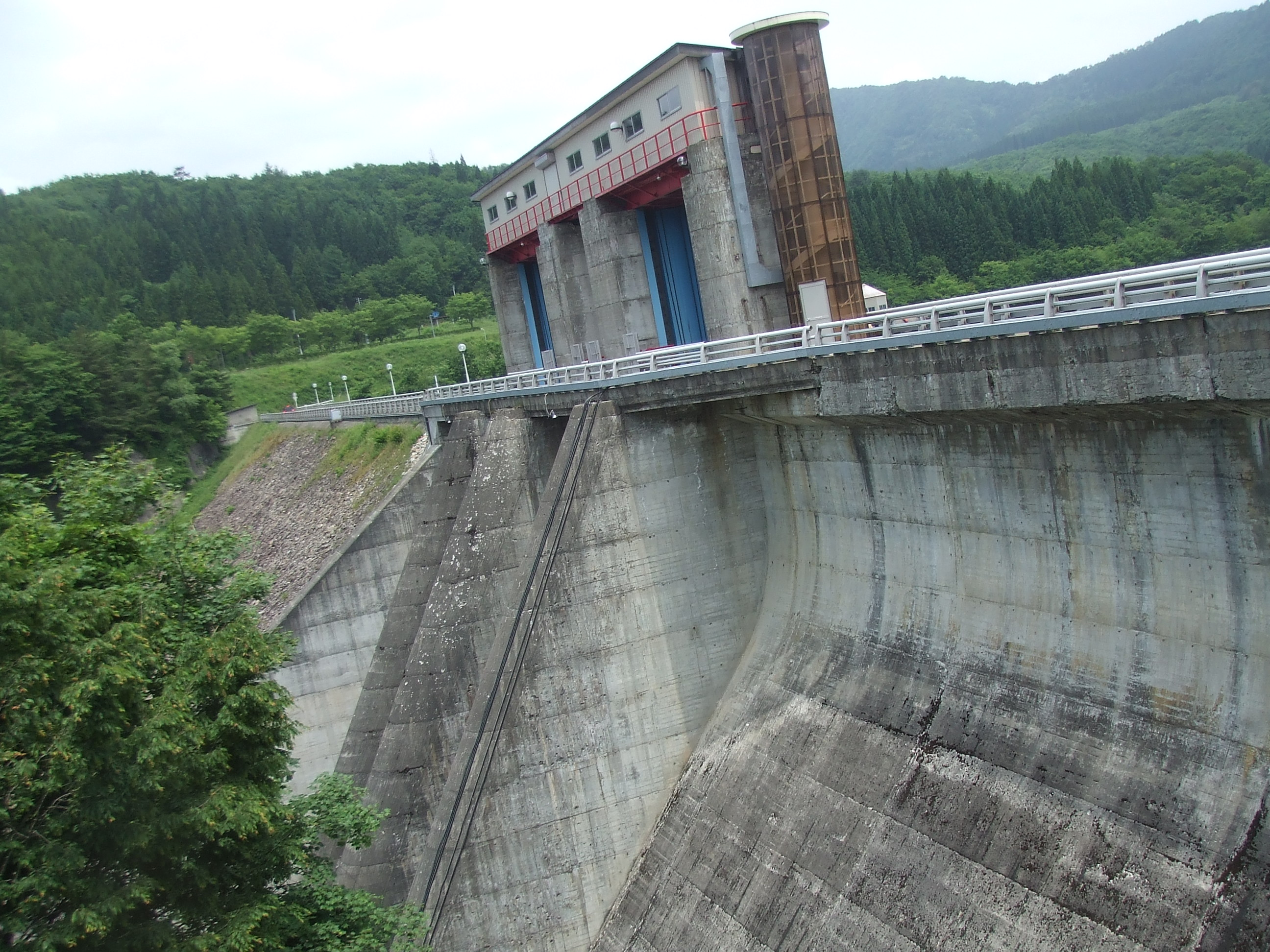
ダム堤体（2009年6月）
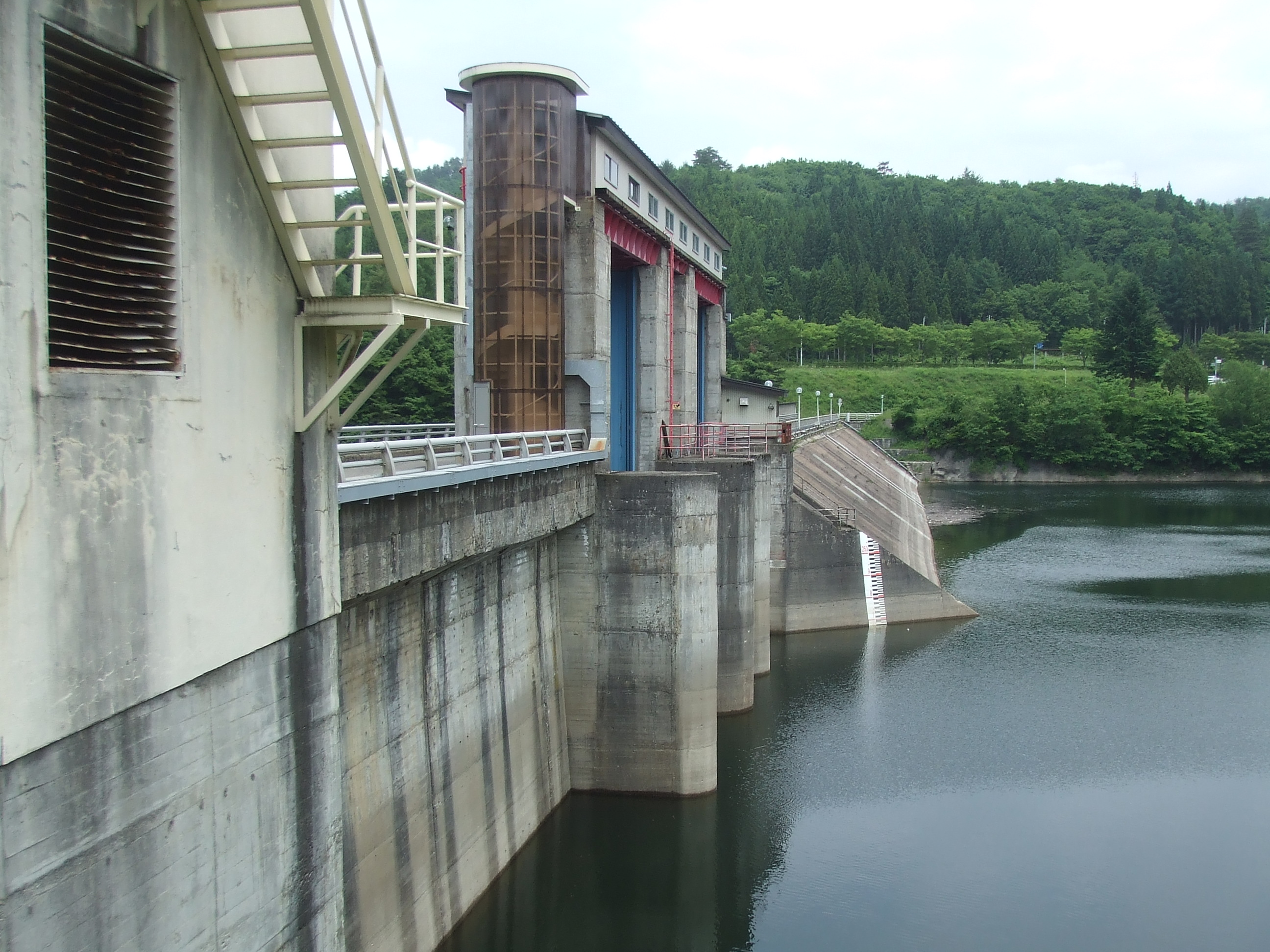
ダム湖側から見たダム堤体（2009年6月）
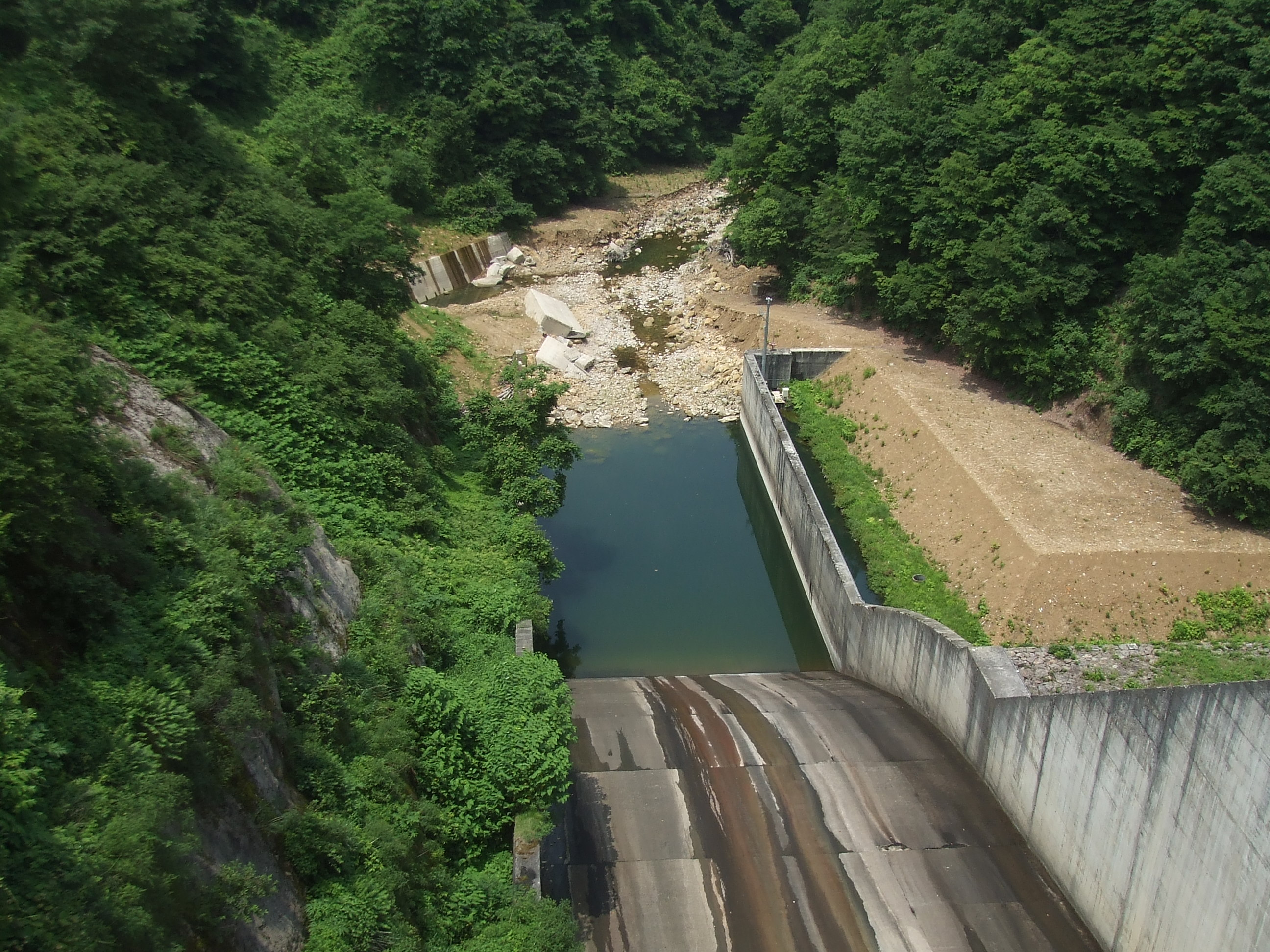
堤体から見た下流の様子（2009年6月）
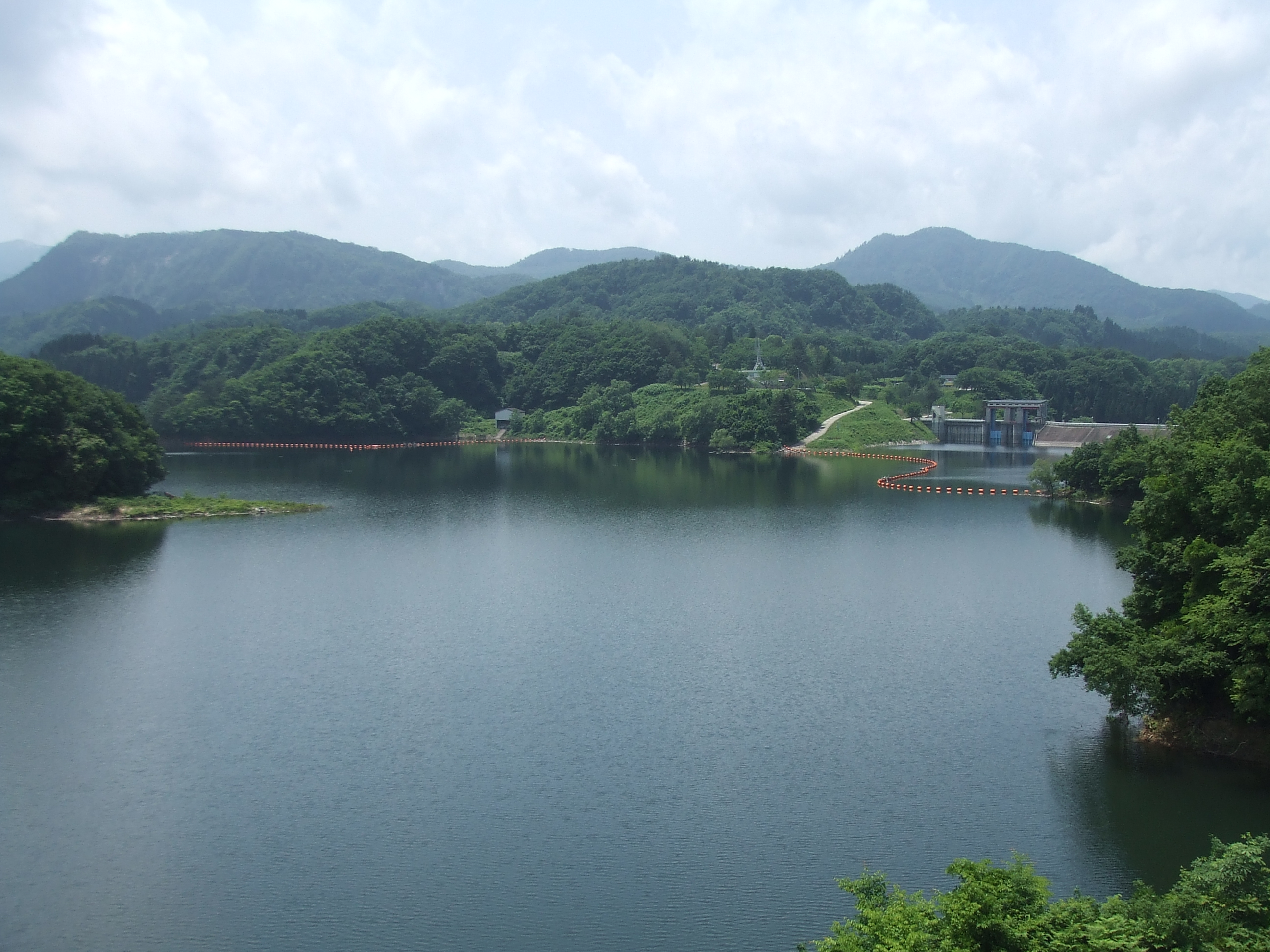
小安峡湖と皆瀬ダム（2009年6月）